# Veronica Hardstaff
Veronica Mary Hardstaff (ur. 23 października 1941 w Wellington) – brytyjska polityk, nauczycielka i samorządowiec, posłanka do Parlamentu Europejskiego IV kadencji.

## Życiorys
Absolwentka University of Manchester oraz Uniwersytetu w Kolonii. Pracowała jako nauczycielka języków obcych. Została działaczką Partii Pracy, od 1971 do 1978 zasiadała w radzie miejskiej w Sheffield.
W latach 1994–1999 sprawowała mandat eurodeputowanej, wchodząc w skład frakcji socjalistycznej. Pracowała m.in. w Komisji ds. Rolnictwa i Rozwoju Wsi. W 2002 ponownie została radną miejską w Sheffield, utraciła mandat w 2008.